# Lista de séries de televisão baseadas em histórias em quadrinhos da Marvel Comics
A presente página contém uma lista de todas as séries live-action e animadas, baseadas em histórias em quadrinhos da Marvel Comics.

## Séries live-action
| Título                  | Lançamento  | Canal               | Temporadas | Notas                   | Status       |
| ----------------------- | ----------- | ------------------- | ---------- | ----------------------- | ------------ |
| Spidey Super Stories    | 1974 - 1977 | PBS                 | 3          | 29 episódios            | Finalizada   |
| O Incrível Homem-Aranha | 1977 - 1979 | CBS                 | 1          | 13 episódios            | Finalizada   |
| O Incrível Hulk         | 1978 - 1982 | CBS                 | 5          | 82 episódios + 3 filmes | Finalizada   |
| Homem-Aranha            | 1978 - 1979 | Tokyo Channel 12    | 1          | 41 episódios + 1 filme  | Finalizada   |
| Night Man               | 1997 - 1999 | Syndication         | 2          | 44 episódios            | Finalizada   |
| Mutante X               | 2001 - 2004 | Syndication         | 3          | 66 episódios            | Finalizada   |
| Blade: The Series       | 2006        | Spike TV            | 1          | 13 episódios            | Finalizada   |
| Powers                  | 2015 - 2016 | PlayStation Network | 2          | 20 episódios            | Finalizada   |
| Legion                  | 2017 - 2019 | FX                  | 3          | 27 episódios            | Finalizada   |
| The Gifted              | 2017 - 2018 | FX                  | 2          | 13 episódios            | Finalizada   |
| Spider-Noir             | 2026        | MGM+                | 1          | 8 episódios             | Pós-produção |

## Séries do Universo Cinematográfico Marvel
| Título                        | Lançamento  | Canal    | Temporadas | Notas         | Status     |
| ----------------------------- | ----------- | -------- | ---------- | ------------- | ---------- |
| Agentes da Shield             | 2013 - 2019 | ABC      | 6          | 123 episódios | Finalizada |
| Agente Carter                 | 2015 - 2016 | ABC      | 2          | 18 episódios  | Finalizada |
| Demolidor                     | 2015 - 2018 | Netflix  | 3          | 39 episódios  | Finalizada |
| Jessica Jones                 | 2015 - 2019 | Netflix  | 3          | 39 episódios  | Finalizada |
| Luke Cage                     | 2016 - 2018 | Netflix  | 2          | 26 episódios  | Finalizada |
| Os Inumanos                   | 2017        | ABC      | 1          | 8 episódios   | Finalizada |
| Punho de Ferro                | 2017 - 2018 | Netflix  | 2          | 26 episódios  | Finalizada |
| Os Defensores                 | 2017        | Netflix  | 1          | 8 episódios   | Finalizada |
| O Justiceiro                  | 2017 - 2019 | Netflix  | 2          | 26 episódios  | Finalizada |
| Fugitivos                     | 2017 - 2018 | Hulu     | 2          | 23 episódios  | Finalizada |
| Manto e Adaga                 | 2018 - 2019 | Freeform | 2          | 20 episódios  | Finalizada |
| Legends                       | 2021        | Disney+  | 1          | 17 episódios  | Finalizada |
| WandaVision                   | 2021        | Disney+  | 1          | 9 episódios   | Finalizada |
| O Falcão e o Soldado Invernal | 2021        | Disney+  | 1          | 6 episódios   | Finalizada |
| Loki                          | 2021        | Disney+  | 1          | 6 episódios   | Finalizada |
| What If?                      | 2021        | Disney+  | 1          | 9 episódios   | Finalizada |
| Gavião Arqueiro               | 2021        | Disney+  | 1          | 6 episódios   | Finalizada |
| Cavaleiro da Lua              | 2022        | Disney+  | 1          | 6 episódios   | Finalizada |
| Miss Marvel                   | 2022        | Disney+  | 1          | 6 episódios   | Finalizada |
| Mulher Hulk                   | 2022        | Disney+  | 1          | 10 episódios  | Finalizada |
| Invasão Secreta               |             | Disney+  | 1          |               | Anunciada  |
| Coração de Ferro              |             | Disney+  | 1          |               | Anunciada  |
| Guerra das Armaduras          |             | Disney+  | 1          |               | Anunciada  |
| Eu Sou o Groot                |             | Disney+  | 1          |               | Anunciada  |
| Eco                           |             | Disney+  |            |               | Anunciada  |
| Kraven, O caçador             |             | Sony     |            |               | Anunciada  |

## Séries animadas
| Título                                                 | Lançamento      | Produção                                                | Temp. | Epis. | Status      |
| ------------------------------------------------------ | --------------- | ------------------------------------------------------- | ----- | ----- | ----------- |
| The Marvel Super Heroes                                | 1966            | Grantray-Lawrence Animation                             | 1     | 65    | Finalizada  |
| Os Quatro Fantásticos                                  | 1967 - 1970     | Hanna-Barbera                                           | 1     | 20    | Finalizada  |
| Quarteto Fantástico                                    | 1978            | DePatie-Freleng Enterprises e Marvel Comics             | 1     | 17    | Finalizada  |
| A Coisa                                                | 1979            | Hanna-Barbera e Marvel Productions                      | 1     | 25    | Finalizada  |
| Homem-Aranha e Seus Incríveis Amigos                   | 1981 - 1983     | Marvel Productions                                      | 3     | 24    | Finalizada  |
| O Incrível Hulk                                        | 1982 - 1983     | Marvel Productions                                      | 1     | 13    | Finalizada  |
| Transformers                                           | 1984 - 1987     | Toei Animation, Marvel Productions e Sunbow Productions | 4     | 98    | Finalizada  |
| Jem e as Hologramas                                    | 1985 - 1988     | Hasbro, Marvel Productions e Sunbow Productions         | 3     | 65    | Finalizada  |
| X-Men - A Série Animada                                | 1992 - 1997     | Marvel Entertainment Group e Saban Entertainment        | 5     | 76    | Finalizada  |
| Quarteto Fantástico                                    | 1994 - 1996     | Marvel Productions                                      | 2     | 26    | Finalizada  |
| Homem-Aranha                                           | 1994 - 1998     | Marvel Productions                                      | 5     | 65    | Finalizada  |
| Homem de Ferro                                         | 1994 - 1996     | Fox Kids e Marvel Animation                             | 2     | 24    | Finalizada  |
| O Incrível Hulk                                        | 1996 - 1997     | Marvel Films e New World Entertainment                  | 2     | 21    | Finalizada  |
| O Sufista Prateado                                     | 1998            | Marvel Entertainment Group e Saban Entertainment        | 1     | 13    | Finalizada  |
| Os Vingadores                                          | 1999 - 2000     | Fox Studios                                             | 1     | 13    | Finalizada  |
| Homem-Aranha: Ação Sem Limites                         | 1999 - 2001     | Marvel Productions                                      | 1     | 13    | Finalizada  |
| X-Men: Evolution                                       | 2000 - 2003     | Marvel Studios e Film Roman                             | 4     | 52    | Finalizada  |
| Homem-Aranha: A Série                                  | 2003            | Marvel Comics e Saban Entertainment                     | 1     | 13    | Finalizada  |
| Quarteto Fantástico: Os Maiores Heróis da Terra        | 2006 - 2007     | MoonScoop Group e Marvel Animation                      | 1     | 26    | Finalizada  |
| O Espetacular Homem-Aranha                             | 2008 - 2009     | Marvel Productions                                      | 2     | 26    | Finalizada  |
| Iron Man - O Homem de Ferro                            | 2008 - 2011     | Marvel Animation e Method Animation                     | 2     | 52    | Finalizada  |
| Wolverine e os X-Men                                   | 2008 - 2009     | Marvel Studios Productions                              | 1     | 26    | Finalizada  |
| Esquadrão de Heróis                                    | 2009 - 2011     | Marvel Animation                                        | 2     | 52    | Finalizada  |
| Os Vingadores: Os Super-Heróis Mais Poderosos da Terra | 2010 - 2012     | Disney XD                                               | 2     | 52    | Finalizada  |
| Marvel Animê: Homem de Ferro                           | 2010            | Madhouse                                                | 1     | 12    | Finalizada  |
| Marvel Animê: Wolverine                                | 2011            | Madhouse                                                | 1     | 12    | Finalizada  |
| Marvel Animê: X-Men                                    | 2011            | Madhouse                                                | 1     | 12    | Finalizada  |
| Marvel Animê: Blade                                    | 2011            | Madhouse                                                | 1     | 12    | Finalizada  |
| Ultimate Homem-Aranha                                  | 2012 - 2017     | Disney XD                                               | 4     | 104   | Finalizada  |
| Hulk e os Agentes da S.M.A.S.H.                        | 2013 - 2015     | Disney XD                                               | 2     | 52    | Finalizada  |
| Os Vingadores Unidos                                   | 2013 - presente | Disney XD                                               | 4     | 104   | Em Exibição |
| Marvel Disk Wars: The Avengers                         | 2014 - 2015     | Toei Animation e Walt Disney Japan                      | 1     | 51    | Finalizada  |
| Guardiões da Galáxia                                   | 2015 - presente | Disney XD                                               | 2     | 51    | Em Exibição |
| Marvel's Spider-Man                                    | 2017 - presente | Disney XD                                               | 2     | 34    | Em Exibição |
| Marvel Future Avengers                                 | 2017            | Madhouse                                                | 1     | 26    | Em Exibição |
| What If...?                                            | 2021            | Disney+                                                 | 1     |       | Em Exibição |